# Sello fiscal rojo (Qing)
Los Sellos Fiscales Rojos (en chino tradicional, 紅印花郵票) son sellos fiscales chinos de la Dinastía Qing que fueron sobreimpresos (con recargo) para ser usados como sellos postales en 1897. Su número limitado, su fino diseño y el proceso de grabado hicieron que los sellos de esta serie fueran unos de los más solicitados del mundo.
Hay distintas variedades de sellos fiscales rojos, siendo el "Pequeño Dólar" el más raro y valioso. Se lo ha denominado "el sello chino más raro emitido regularmente". En una subasta en Hong Kong en 2013, un solo sello se vendió por HK$6,9 millones. Otro fue vendido en una subasta de Beijing en 2013 por 7,22 millones de yuanes. Un bloque de cuatro, considerado la "joya de la corona" de la filatelia china, se vendió en 2009, junto con un sello diferente, por 120 millones de yuanes (US$18,8 millones).

## Historia

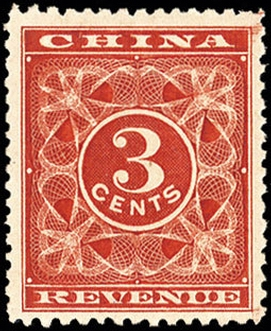
Un sello rojo original de 3¢ sin la sobreimpresión

En enero de 1896, el censor Chen Pi del gobierno de Qing solicitó al emperador de Guangxu que emitiera sellos fiscales. La prueba fue presentada a Sir Robert Hart, el inspector general de Aduanas, para su aprobación. De los sellos fiscales pedidos a Inglaterra, solo una parte de los sellos de 3¢ fue impresa y enviada a China. Fueron almacenados en el Departamento de Aduanas de Shanghái. Los sellos de 3¢ fueron impresos por Waterlow & Sons en Londres. Su color no es casual, el rojo simboliza la buena suerte y la fortuna en la tradición china.
El 20 de marzo de 1896, el gobierno de Qing aprobó el plan para establecer un servicio postal nacional, bajo la supervisión del Departamento de Aduanas. En la inauguración del servicio postal en febrero de 1897, los sellos del Dragón Espiralado pedidos a Japón no llegaron a tiempo, por lo que los sellos de 3 centavos de dólar en espera se sobreimprimieron para satisfacer la demanda. Hay cinco denominaciones sobreimpresas fueron: 1¢, 2¢, 4¢, $1 y $5.

## Un Pequeño Dólar

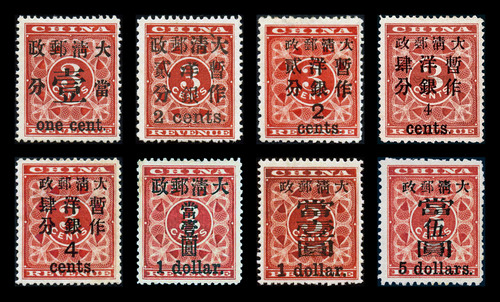
Hay ocho diferentes sobreimpresiones (en cinco denominaciones) para los sellos fiscales rojos.

De las denominaciones sobreimpresas, el $1 se hizo primero. Debido a las quejas acerca del tamaño de los caracteres chinos sobreimpresos (por ser demasiado pequeño), solo se hicieron dos paneles (cada uno con 25 sellos) antes de que se cambiaran a caracteres más grandes. Debido a su rareza, las estampillas de "Un Pequeño Dólar" se han convertido en algunas de las estampillas más valiosas del mundo. Se sabe que solo existen 32.
La "joya de la corona" de los 32 sellos de "Un Pequeño Dólar" sobrevivientes es el bloque de cuatro, originalmente propiedad de R. A. de Villard quien lo tomó directamente de la aduana donde trabajaba. M. D. Chow lo compró a la viuda de Villard en 1927 por 3.500 dólares canadienses y fue vendido a Allan Gokson (郭植芳) en 1947 por US$ 20.000. El banquero y filatelista de Hong Kong Lam Manyin (林文琰) lo compró a la finca de Gokson en 1982 por US$ 280.000. El magnate inmobiliario de Shanghái Ding Jingsong (丁劲松) supuestamente se lo compró a Lam en 2009, junto con una estampilla de Dragón Grande, por 120 millones de yuanes (US$ 18,8 millones).